# Procerosuchus
Procerosuchus — вимерлий рід лорикатових архозаврів. Скам'янілості були зібрані з пізньотріасової формації Санта-Марія в геопарку Палеоррота, Ріу-Гранді-ду-Сул, Бразилія, яка має карнійський вік. Вперше рід був описаний німецьким палеонтологом Фрідріхом фон Хюне в 1942 році.